# Stammliste der Geroldsecker
Stammliste des Hauses Geroldseck mit deren Seitenlinien nach Christoph Bühler

Anmerkung: Dieser Artikel nutzt die römische Personenzählung. Bühler hatte sich für eine lateinische Klammerzählung entschieden, was jedoch in der Forschung teils zu Verwirrung führte. Die Lebens-/Todesdaten sind mit Vorsicht zu genießen (teils ungesicherte Angaben, spekulative Annahmen, urkundliche Erwähnungen, unterschiedliche Angaben in der Literatur).

## Ursprünge
Nach eigener frühhumanistischer Familientradition stammen die Geroldsecker von einem edlen herrn genant Gerold ab. Hierbei soll es sich um einen römischen Senator oder um einen Grafen auf dem Bussen gehandelt haben. Tatsächlich gab es im Umkreis Karls des Großen mehrere Gerolde, etwa Gerold den Jüngeren († 799), Sohn von Graf Gerold von Anglachgau († 784) aus dem Geschlecht der Geroldonen. Gerold war oberster Heerführer, Ratgeber und persönlicher Vertrauter von Karl dem Großen. Seine Schwester Hildegard war die dritte Ehefrau Karls des Großen und Mutter Ludwig des Frommen. Aufgrund seiner Tapferkeit beim Langobardenfeldzugs erhielt er das ehrenvolle Recht des Vorstreits und das damit verbundene Privileg, den Träger der Reichsturmfahne zu stellen. Gerold wurde so zum „Bannerträger Karl des Großen“ glorifiziert. Dass die Geroldsecker von diesen Gerolden abstammen, ist jedoch nicht zu erweisen und angesichts der Herrschaftsverhältnisse in Schwaben auch unwahrscheinlich.
In der gemalten Stammtafel der Geroldsecker aus dem Fürstl. Fürstenbergischen Archiv in Donaueschingen wird Urahn Gerold an der Wurzel des Stammbaums dargestellt. Gerold liegt mit barock verzierter Rüstung, mit Schild, Schwert und Marshallstab auf einem flachen Hügel, aus dem der Baum erwächst.
Erstmals urkundlich erwähnt wird ein Walther von Geroldsecca in einer Zeugenliste des Klosters Hirsau in den 1080er Jahren. Die Burg castri Geroltesheke taucht 1139 erstmals in einer päpstlichen Besitzurkunde des Klosters Gengenbach auf.
Die Verwandtschaft zu den Geroldseckern am Wasichen kann, trotz Namensgleichheit, nicht belegt werden. Möglicherweise ist jedoch ein gemeinsamer Bezug bei den Etichonen zu suchen. Die überholte Ahnentafel der Geroldsecker am Wasichen von Ernest Lehr nennt Otto I. als Spitzenahn. Sein Sohn Otto II. soll im Elsass geblieben sein und den Stamm Geroldseck am Wasichen (1390 im Mannesstamm erloschen) gegründet haben. Seine Söhne Dietrich und Burkard sollen den Rhein überquert haben und dort den Ortenauer Zweig der Geroldsecker gegründet haben.

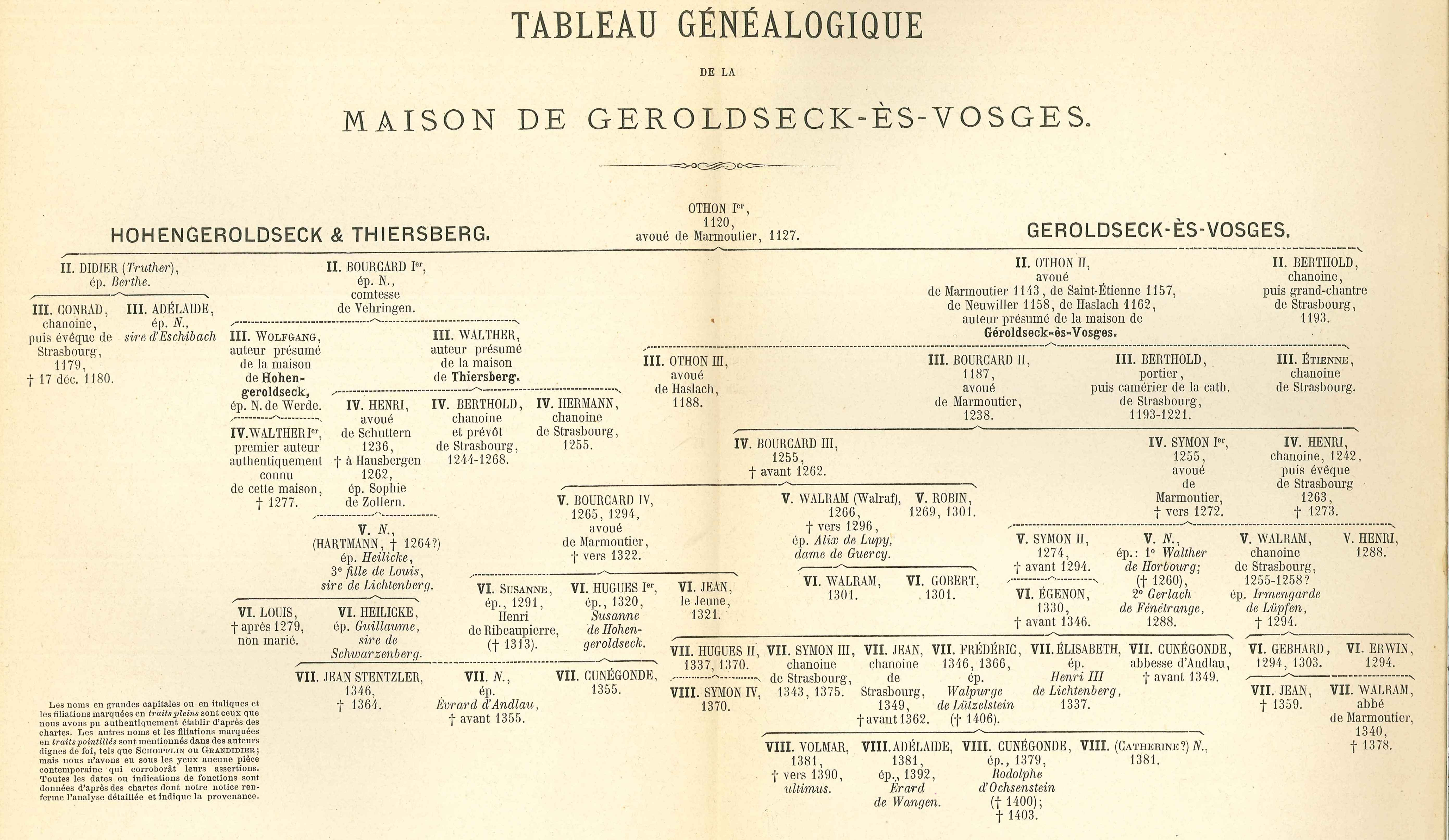
Ahnentafel der Geroldsecker am Wasichen

Otto I. (erw. 1120), Vogt von Maursmünster ⚭ N.N.
1. Otto II. von Geroldseck a. W. ⚭ N.N.
  1. Burkhard II. ⚭ N.N.
    1. Heinrich IV. von Geroldseck a.W. († 1273), Bf. von Straßburg 1263–1273[3]
2. Berthold, geistl.
3. Dietrich (Truther) ⚭ Bertha N.N.
  1. Konrad I. von Geroldseck († 1180), Bf. von Straßburg 1179–1180[3]
4. Burkard von Geroldseck ⚭ Gräfin von Vehringen
  1. Walter von Tiersberg († 1235)

## Die frühen Geroldsecker & Tiersberger
1. Walter von Tiersberg († 1235) ⚭ N.N. Tochter des Grafen Berthold von Sulz und N.N. von Wartenberg
  1. Heinrich von Geroldseck / von Tiersberg († 1253)
    1. Heinrich von Tiersberg (⚔1262 Schlacht von Hausbergen), Kastvogt des Klosters Schuttern; ⚭ Heilika von Lichtenberg, Schwester von Konrad III. von Lichtenberg, Bf. von Straßburg 1273–1299 und Friedrich I. von Lichtenberg, Bf. von Straßburg 1299–1306[3]
      1. Ludwig († 1278)
      2. Heilika (1279) ⚭ Wilhelm von Schwarzenberg → Schwarzenberg

  2. Walter I. von Geroldseck († 1276) → Stammvater der Geroldsecker
  3. Hermann von Tiersberg († 1264)
  4. Berthold von Tiersberg, Kanoniker in Straßburg 1237–1268
    1. Junta, Nonne im Reuerinnenkloster Straßburg

  5. Luchardis ⚭ Werner von Hüneburg, Bruder von Konrad von Hüneburg, Bf. von Straßburg 1190–1202[3]
    1. Walter, Schultheiß von Straßburg
    2. Eberhard, Marshall von Straßburg
2. Heinrich, geistl. 1209
3. Tochter N.N. ⚭ N.N. von Steinbrunn
  1. Heinrich
  2. Walter
  3. Berthold von Steinbrunn († 1285), Abt von Murbach

## Stammvater der Geroldsecker
Walter I. von Geroldseck (1204–1276), Zerstörung der Burg Lützelhardt; ⚭ (I) Elisabeth von Lützelstein; ⚭ (II) Heilika von Malberg-Finstingen, Bruder von Heinrich II. von Finstingen, Ebf. von Trier 1260–1286
1. (I) Elisabeth ⚭ Hesso IV. von Üsenberg → Üsenberg
2. (II) Walter von Geroldseck († 1263) Bf. von Straßburg 1260–1263[3][5]
3. (II) Hermann I. (⚔1262, Schlacht von Hausbergen) ⚭ N.N. Gräfin von Eberstein → Linie Geroldseck-Lahr
4. (II) Heinrich I. (ab 1270 von Veldenz) († 1296) ⚭ (I) Elisabeth von Üsenberg ⚭ (II) Agnes von Veldenz
  1. (I) Walter II. (⚔1289 im Schwarzwald erschlagen) ⚭ Imagina (Ymena) von Sponheim-Kreuznach → Linie Geroldseck-Sulz
  2. (I) Hermann (⚔1298 Schlacht bei Göllheim) ⚭ Ute Pfalzgräfin von Tübingen → Linie Hohengeroldseck
  3. (I) Elisabeth ⚭ Johann I. von Isenburg-Limburg († 1312) → Isenburg-Limburg
  4. (II) Georg I. von Veldenz († 1347) ⚭ Agnes von Leiningen († 1346) → Linie Veldenz-Geroldseck
5. unehelich: Heinrich von Achenheim, geistl.

## Linie Geroldseck-Lahr (untere Herrschaft)
Hermann I. (⚔1262 Schlacht von Hausbergen), Landvogt im Elsass, Breisgau und Ortenau; ⚭ N.N. Gräfin von Eberstein
1. Heinrich (um 1245–1300), Streit um Burg Landeck[6]; ⚭ Adelheid von Zollern
2. Walter gen. Broegelin († 1318), Landvogt in der Ortenau; ⚭ Susanna von Werd
  1. Walter, Herr zu Lahr († 1354), Teilnehmer der Romfahrt Heinrich VII.[7]; ⚭ (I) Elisabeth von Lichtenberg; ⚭ (II) Susanna von Rappoltstein
    1. (I) Walter († 1349 an der Pest) ⚭ Clara von Üsenberg († 1350)
      1. Sophie ⚭ Eberhard I. von Werdenberg († 1383) → Werdenberg
      2. Elsa ⚭ Eppo von Hattstatt → Hattstatt

    2. (I) Johannes, geistl.
    3. (I) Hermann
    4. (I) Elisabeth ⚭ Johannes von Rappoltstein → Rappoltstein
    5. (I) Susanna I. ⚭ Hugo von Geroldseck a.W. → Geroldseck am Wasichen
    6. (I) Adelheid
    7. (II) Heinrich II. († 1394), zunächst Pfarrer von Dinglingen, dann weltl.; ⚭ Adelheid von Lichtenberg (1356–1384)
      1. Walter (1376-⚔1386 Schlacht bei Sempach)[8]
      2. Heinrich III. (1377–1426) ⚭ Ursula von Eberstein (heiratet als Witwe Diebold I. von Hohengeroldseck)
        1. Jakob (hypothetisch)[9]
        2. Adelheid[10] ⚭ Graf Johann I. von Moers-Saarwerden (⚔1431)
          1. Jakob I. Graf von Moers-Saarwerden († 1483)

        3. Ursula ⚭ Rudolf von Ramstein-Gilgenberg → Ramstein-Gilgenberg

      3. Heinrich, Konventuale bei den Steigerherren in Lahr

    8. (II) Susanna II. gen. Suselin; ⚭ (I) Friedrich von Üsenberg; ⚭ (II) Walther von der Dicke → von der Dicke
    9. (II) Adelheid

  2. Hermann, geistl.
  3. Sophie ⚭ Johannes von Kirkel → Kirkel
  4. Udelhild ⚭ Friedrich von Wangen → Wangen
3. Hermann, geistl.
4. Adelheid († 1300) ⚭ Ulrich von Rappoltstein

## Linie Geroldseck-Sulz
Walter II. (⚔1289 im Schwarzwald erschlagen und in Schuttern begraben (Konflikt Besançon vs. Erzbischof)) ⚭ Imagina (Ymena) von Sponheim-Kreuznach, Tochter von Graf Simon I. von Sponheim-Kreuznach
1. Johannes I. († 1318) ⚭ Anna von Fürstenberg, Tochter von Graf Friedrich I. von Fürstenberg
  1. Walter (1318–1379) ⚭ (I) N.N.; ⚭ (II) Margarete Pfalzgräfin von Tübingen
    1. (I) Johannes III. (1346–1385) Kirchherr in Dornstetten
    2. (II) Konrad I. (1378–1414) ⚭ Anna von Urslingen, Schwester von Reinold VI. von Urslingen
      1. Heinrich (1393–1455) ⚭ N.N.
        1. Hans (1457–1469) ⚭ Christina N.N.
          1. Hans
          2. Heinrich
          3. Konrad III.
          4. Georg
          5. Bartholomäus
          6. Magdalene

        2. Heinrich
        3. Anastasia ⚭ Bertold Hiltger von Villingen

      2. Konrad II. (1421–1440)
      3. Georg (1421–1449) ⚭ Margarete von Gundelfingen
      4. Hans (1435–1457)
      5. Reinold (1408–1428), Student in Heidelberg[11], Kanoniker in Straßburg und Augsburg
      6. Margarete ⚭ Brun von Lupfen → Lupfen

    3. (II) Heinrich († 1383)
    4. (II) Walter ⚭ N.N.
      1. Walter ⚭ N.N.
        1. Ursula
        2. Wilhelm († 1470), Student in Heidelberg[11], Kanoniker in Wiesensteig
        3. mehrere uneheliche Kinder

    5. (II) Margarete ⚭ Hildpolt vom Stein → vom Stein

## Linie Hohengeroldseck (obere Herrschaft)
Hermann (⚔1298 Schlacht bei Göllheim), Landvogt in der Ortenau; ⚭ Ute Pfalzgräfin von Tübingen, Tochter von Rudolf I. der Scheerer
1. Walter III. gen. von Tübingen († 1364), Zerstörung der Burg Schwanau[6]; ⚭ Anna von Fürstenberg († 1345)
  1. Heinrich gen. von Tübingen (1330–1376), Mitglied im Schleglerbund[6]; ⚭ (I) Katharina von Horburg; ⚭ (II) Anna von Ochsenstein
    1. (I) Henselin (1359–1364)
    2. (I) Agnes ⚭ Hesso V. von Üsenberg († 1379) → Üsenberg
    3. (II) Anna, Nonne im Kloster Kirchberg 1374
    4. (II) Walter V. (vor 1376–1429) ⚭ Elisabeth von Lichtenberg († 1427)
      1. Diebold I. († 1461)[10] ⚭ (I) Ursula von Eberstein (Witwe von Heinrich III. von Geroldseck-Lahr); ⚭ (II) Dorothea von Tengen-Nellenburg
        1. (II) Diebold II. († 1499)[13], Herr zu Geroldseck und Bolchen, 1486 Verlust Hohengeroldseck[14][15]; ⚭ Elisabeth von Rodemachern, Herrin zu Bolchen
        2. (II) Gangolf I. (1452–1523) Herr zu Geroldseck und Schenkenzell, Student in Freiburg 1466[16][11]; ⚭ Kunigunde von Montfort-Rothenfels[17], Schwester von Heinrich VII. von Montfort-Rothenfels
          1. Gangolf II. († 1549)[13], Landvogt im Oberelsass, Breisgau und Schwarzwald, kaiserlicher Oberst[6], 1519–1534 Rückerwerb von Sulz; ⚭ Anna, Gräfin von Lindow-Ruppin († 1528) (Epitaph in der Sulzer Stadtkirche)[18]
            1. Anna Magdalene (1503–1544) ⚭ Joachim von Lupfen → Lupfen
            2. Quirin Gangolf (1527–1569 ⚔ Schlacht bei Moncontour)[19][20], Student in Freiburg 1537[16][11], pfälzischer Oberst, förderte Reformation; ⚭ Maria von Hohnstein († 1565)
              1. Jakob von Hohengeroldseck und Sulz (1565–1634)[20][21], erbaute 1599 Schloss Dautenstein, betrieb eine Glashütte[22]; ⚭ (I) Barbara von Rappoltstein († 1621); ⚭ (II) Elisabeth Schenk von Limpurg
                1. (I) Anna Maria (1593-† 1649)[20] ⚭ (I) Friedrich Graf zu Solms-Rödelheim († 1649); ⚭ (II) Markgraf Friedrich V. von Baden-Durlach († 1659)

            3. Walter (*† 1528) (Epitaph in der Sulzer Stadtkirche)[18]

          2. Diebold III. von Geroldseck (⚔1531 Schlacht bei Kappel), Student in Freiburg 1504[16][11], Pfleger des Klosters Einsiedeln[23]
          3. Walter VI. († 1554), schrieb Tagebücher[13], Wappenscheibe Zell a. H.[24]; ⚭ Anna von Stöffeln, Tochter von Heinrich Onarg von Stöffeln
            1. Walter VII. (⚔1569 Schlacht bei Moncontour)[19][20], Student in Freiburg und Padua[16][11], Domherr zu Straßburg
            2. Elisabeth, Damenstift Buchau
            3. Apollonia (1555–1599) ⚭ N.N.
            4. Anna Margareta († 1602), Äbtissin in St. Ursula Köln 1572(?)-1602

          4. Elisabeth von Hohengeroldseck († 1540), Äbtissin im Damenstift Buchau von 1523–1540
          5. Margaretha, Chorfräulein im Damenstift Buchau
          6. Veronica, Stiftsdame im Fraumünster in Zürich
          7. Kunigunde († 1543), Äbtissin im Damenstift Säckingen von 1534–1543[25]
          8. N.N.Tochter
          9. N.N.Tochter
          10. N.N.Sohn

        3. (II) Walter († nach Hundebiss im Kloster Ettenheimmünster)
        4. unehelich: Veronika & Luckgarta (Nonnen in St. Clara auf dem Wörth, Straßburg), Lorenz & Stoffel (Amtleute in Reichshoffen), Bernhard Bastard von Geroldseck

      2. Heinrich (⚔1434 im Geroldsecker Erbfolgekrieg bei Schuttern erschlagen)[10]
      3. Walter († 1429) ⚭ Agnes von Romberg
      4. Beatrix ⚭ Johann Werner von Schwarzenberg → Schwarzenberg
      5. Johannes († 1451) ⚭ (I) Agnes von Ochsenstein; ⚭ (II) Anna von Zimmern († 1492), als Witwe von Diebold I. entführt[26], Tochter von Verena von Waldburg
      6. Georg († 1466), Kanoniker in Straßburg und Augsburg
      7. Adelheid ⚭ Volmar von Ochsenstein → Ochsenstein
      8. Magdalena ⚭ Heinrich Peiger von Eberbach → Peiger von Eberbach
      9. unehelich: Hans Bastard von Geroldseck von Dautenstein ⚭ Ursula Stockerin, Witwe von Dautenstein

    5. (II) Agnes ⚭ Eglolf von Falkenstein → Falkenstein

  2. Walter, Kanoniker in Andlau und Neuweiler
  3. Georg gen. von Tübingen (1318–1390), Kanoniker in Straßburg
    1. Hans

  4. Beatrix ⚭ Heinrich von Andlau → Andlau
  5. unehelich: Katharina & Anna, Nonnen im Kloster Wittichen
2. Anna ⚭ Heinrich von der Dicke
  1. Walter von der Dicke ⚭ Susanna von Geroldseck-Lahr

## Linie Veldenz-Geroldseck
Heinrich I. von Veldenz († 1296) ⚭ (II) Agnes von Veldenz, Erbtochter von Gerlach V. von Veldenz
1. Georg I. von Veldenz, Landvogt im Elsass und Speyergau († 1347) ⚭ Agnes von Leiningen († 1346), Tochter von Graf Friedrich IV. von Leiningen und Bruder von Emich von Leiningen, Bf. von Speyer 1314–1328
  1. Friedrich I. von Veldenz († 1327) ⚭ Blancheflor († 1358) von Sponheim-Starkenburg, Tochter von Graf Johann II. von Sponheim-Starkenburg
    1. Georg II. von Veldenz († 1377)

  2. Heinrich II. von Veldenz († 1378) ⚭ Agnes von Sponheim-Kreuznach († nach 1367), Tochter von Graf Simon II. von Sponheim-Kreuznach
    1. Heinrich III. von Veldenz († 1389) ⚭ Loretta von Sponheim-Starkenburg (um 1347; † nach 1374), Tochter von Graf Johann III. von Sponheim-Starkenburg
      1. Heinrich IV. von Veldenz († 1393) ⚭ Elisabeth von Katzenelnbogen († 1393), Tochter von Graf Diether VIII. von Katzenelnbogen
      2. Friedrich III. von Veldenz († 1444), zunächst Domherr zu Trier, dann weltl.; ⚭ Margarete von Nassau-Saarbrücken († 1427), Tochter von Graf Johann I. von Nassau-Weilburg
        1. Anna von Veldenz (um 1390–1439) ⚭ Stefan von Pfalz-Simmern-Zweibrücken (1385–1459)
          1. Anna ⚭ Graf Vincenz von Moers und Saarwerden
          2. Margarethe
          3. Friedrich I., Pfalzgraf und Herzog von Simmern ⚭ Prinzessin Margarete von Geldern
          4. Ruprecht von Pfalz-Simmern, Bf. von Straßburg
          5. Stephan von Pfalz-Simmern, Domprobst zu Köln etc. sowie Domkämmerer in Straßburg
          6. Ludwig I., Pfalzgraf und Herzog von Zweibrücken ⚭ Gräfin Johanna von Croy
          7. Johann von Pfalz-Simmern, Bf. von Münster, Ebf. von Magdeburg

      3. Johann von Veldenz († 1434) Fürstabt im Kloster Weißenburg
      4. Adelheid ⚭ Wildgraf Gerhard III. von Kyrburg und Flonheim († 1408) → Wildgrafen

    2. Friedrich II. von Veldenz († 1396)
    3. Georg, Kanoniker
    4. Agnes ⚭ (I) Gerlach von Nassau-Wiesbaden; ⚭ (II) Wildgraf Otto von Dhronecken († 1409)
    5. Lisa ⚭ Graf Eberhard II. von Zweibrücken († 1394)
    6. Adelheid ⚭ Heinrich IV. von Lichtenberg-Lichtenau († 1393)
      1. Ludwig IV. von Lichtenberg († 1434)

  3. Sevilia
  4. Adelheid
2. Walram von Veldenz († 1336), Bf. von Speyer 1329–1336
3. Symund, geistl.
4. Eberhard, geistl.
5. Uta ⚭ Wilhelm von Hürnheim → Hürnheim